# Quinze de Novembro
Quinze de Novembro este un oraș în Rio Grande do Sul (RS), Brazilia.